# Die Eisenbahn durch die Prärie
Die Eisenbahn durch die Prärie (OT: Des rails sur la prairie) ist ein Comic-Band der Lucky-Luke-Reihe. Er wurde von Morris gezeichnet und ist der erste von René Goscinny getextete Band dieser Reihe. Der Comic erschien zuerst ab August 1955 in Fortsetzungen im belgischen Magazin Spirou und 1957 als Album bei Dupuis. Er wurde in deutscher Sprache 1958 und 1959 in sieben Teilen in Der heitere Fridolin abgedruckt., dann 1995 als Band 9 in der Reihe Lucky Luke Classics  des Ehapa-Verlages und im Rahmen der Gesamtausgabe 2003 im dritten Band. 2006 erschien er als Band 79 der Albenausgabe des Ehapa-Verlags.
Mit Die Eisenbahn durch die Prärie vollzog die Lucky-Luke-Reihe eine Wandlung vom eher realistisch gefärbten Western zur reinen Westernparodie. Das Album handelt vom Bau der transamerikanischen Eisenbahn (siehe Historischer Hintergrund). Dieses Thema wurde später erneut aufgegriffen im Band Nitroglyzerin.

## Handlung
Der Präsident der Transcontinental Railway will die Ostküste der Vereinigten Staaten mit der Westküste durch eine Eisenbahnlinie verbinden. Dazu müssen nur noch Schienen zwischen Chicago und San Francisco verlegt werden. Black Wilson, der Besitzer einer Postkutschenlinie, sieht seine Felle davonschwimmen und beauftragt seine Handlanger, die Bauarbeiten an der Eisenbahnlinie mit allen Mitteln zu stoppen. Lucky Luke, der im beschaulichen Nest Dead Ox Gulch, dem bisherigen Endpunkt der Bahn im Osten, zugunsten der Bahnarbeiter eingegriffen hatte, wird zum Oberaufseher ernannt. Unter seiner Leitung bahnt sich die Eisenbahn unaufhaltsam ihren Weg nach Westen, den Sabotageversuchen der Männer Black Wilsons, Indianerangriffen und schwierigem Gelände zum Trotz. Black Wilson, verärgert über das Versagen seiner Leute, nimmt die Sache selbst in die Hand, ist aber auch nicht erfolgreicher. In Desert City, am Rande der Wüste, kommt es zum Showdown. Lucky Luke kann Black Wilson überwältigen und die Bauarbeiten schreiten dann zügig fort. Zur Vollendung der Strecke reist der Präsident der Transcontinental an und schlägt den letzten Nagel, einen Goldenen, in die Schwelle.

## Historischer Hintergrund

Feier zur Vollendung der Strecke am 10. Mai 1869

Von 1863 bis 1869 wurde die erste transkontinentale Eisenbahnverbindung in den USA gebaut. Die Eisenbahngesellschaft Union Pacific Railroad legte ihre Gleise von Omaha, Nebraska aus in Richtung Westen, die Central Pacific Railroad von Sacramento, Kalifornien nach Osten. Am 9. Mai 1869 wurde Strecke am Promontory Summit in Utah geschlossen, heute als Golden Spike National Historic Site eine nationale Gedenkstätte. Einen Tag später wurde die Strecke im Rahmen einer Feier für den Verkehr freigegeben.

## Verfilmung
Die Eisenbahn durch die Prärie wurde 1984 als siebte Episode der Zeichentrickserie Lucky Luke verfilmt.

## Nachweise
1. 1 2 3 4  Horst Berner im Vorwort zu Die Eisenbahn durch die Prärie, S. 2, Ehapa 2006, ISBN 3-7704-3052-2
2. ↑  Lucky Luke Classics im comicguide
3. ↑  Gesamtausgabe Band 3 im comicguide
4. ↑  Des rails sur la prairie bei IMDb